# Allium moschatum
Allium moschatum es una especie de planta bulbosa geófita del género Allium, perteneciente a la familia de las amarilidáceas.
Planta perenne de 8-30 cm, glabrescente, bulbos ovoides, recubiertos de una túnica fibrosa marrón. Tallo filiforme, rígido con hojas numerosas, cilíndricas, setáceas, empinadas, con surco muy estrecho, erectas, que no excedan el tallo. Espata de 2 piezas de diferente longitud, lanceoladas, más cortas que la umbela con pocas flores rosadas, en umbela casi plana. Pedicelos casi iguales, más largos que la flor. Perianto persistente, en campana cilíndrica, con divisiones lanceoladas-agudas. Tépalos rosados, con nervio medio rosa oscuro, estambres incluidos. Anteras marrones. Fruto cápsula subglobosa.
Hábitat
En claros de matorrales, pastos secos y ambientes pedregosos.
Distribución
Endémica del S de Europa, alcanzando Hungría; de Turquía, del Cáucaso y de Irán. En la península ibérica se distribuye por la mitad este, Cataluña y Valencia sobre todo.

## Taxonomía
Allium moschatum descrita por Carlos Linneo en Species Plantarum 1:298. 1753
- El Allium moschatum descrito por Moris es el Allium parciflorum de Viv.
- El Allium moschatum descrito por Sint. es el Allium saxatile de M.Bieb.
- El Allium moschatum descrito por Sint. ex Regel es el Allium saxatile de M.Bieb.
- El Allium moschatum descrito por d'Urv. es el Allium cupani subsp. hirtovaginatum de (Kunth) Stearn

Sinonimia
- Allium capillare
- Allium cupani
- Allium moschatum var. borzhomicum
- Allium setaceum
- Allium tenuissimum
- Scorodon moschatum

Vernáculo
Ajo almizcle; Ajo junciero; Ajo moscado.